# Lienardia mighelsi
Lienardia mighelsi é uma espécie de gastrópode do gênero Lienardia, pertencente a família Clathurellidae.